# Lya Berger
Pour les articles homonymes, voir Berger (homonymie).
Lya Berger, née Marie Thérèse Léonie Julia Berger à Châteauroux le 11 avril 1877 et morte à Paris 14e le 5 août 1941, est une écrivaine française.

## Biographie
Lya Berger a une famille paternelle originaire de Picardie et une famille maternelle de Lorraine.
Dès sa jeunesse, elle écrit des poèmes.  Elle est encouragée vers ses vingt ans par Sully Prudhomme, qui écrit en 1901, la préface de son recueil de poèmes Réalités et Rêves. Avec Marguerite Duportal, Émile Trolliet, Achille Paysant, Gustave Zidler, Henri Allorge, Pierre Billaud, elle fait partie dès l’origine du groupe de la Revue des poètes fondée par Ernest Prévost. Outre ses poésies, elle écrit des livres de jeunesse, des romans et des récits de voyage et publie des ouvrages critiques sur les femmes poètes de la Belgique, des Pays-Bas et de l'Allemagne. Elle est critique littéraire à La Française, et collabore au Mois littéraire et pittoresque, à La Renaissance contemporaine, aux Annales politiques et littéraires, aux Dimanches littéraires, aux Argonautes, à L’Écho littéraire, artistique et scientifique, à L’Écho de Paris, au Lisez-moi bleu et au Censeur. En 1910, Théodore Joran dédicace son ouvrage Les Féministes avant le féminisme « à Mademoiselle Lya Berger, en témoignage de profonde et respectueuse amitié ». La Bibliothèque nationale de France conserve une documentation sur les années 1929-1941 de la vie de Lya Berger au sein des dossiers biographiques Boutillier du Retail.
Jouissant d'une réputation littéraire bien établie avant la guerre - pour l'honorer, la Société des gens de lettres (SGDL) établit le Prix Lya Berger en 1922 - elle est aujourd'hui oubliée des manuels et de l'histoire littéraire.
Elle reçut le prix de Littérature spiritualiste en 1929.
Elle succéda à Mme Jean Dornis comme présidente du Denier des Veuves de la Société des Gens de Lettres, dont Mme Daniel Lesueur, alors vice-présidente de la SGDL, fut la première présidente de 1913 à sa mort.
Elle est faite chevalier de la Légion d'honneur en 1937.

## Publications
- Réalités et Rêves, 1901
- Les Pierres sonores ; Ecce homo : poésies 1901-1904, 1905
- En Lorraine, 1907 (Réimpr. 1998)
- Les Sources ardentes , 1908
- Les Femmes poètes de l'Allemagne, 1910
- Les Effigies, 1911
- Les Effigies, poèmes, 1905-1911, 1912
- La Voix des frontières, 1913
- La Germania vaincue, 1914
- En vacances aux bords du Rhin, 1917
- La Germania vaincue, 1915
- Les Revanches, contes de guerre, 1919
- Du tocsin au 'Te Deum', poèmes, 1914-1918, 1920
- Sur les routes bretonnes, vers 1920
- Les Femmes poètes de la Hollande, 1922
- Les Femmes poètes de la Belgique, 1925
- C'est l'amour qui gagne , 1926
- C'est l'amour qui gagne ; Cœur de poupée ; Marguerite, 1933
- Le Vaste champ du célibat féminin, 1936